# Villa duplex
Villa duplex är en tvåvingeart som beskrevs av Wray Merrill Bowden 1975. Villa duplex ingår i släktet Villa och familjen svävflugor. Inga underarter finns listade i Catalogue of Life.